# بيتويل
بيتويل هي بلدية في منطقة موري في كانتون أرجاو في سويسرا.

## التاريخ
الآثار الأولى للاستيطان البشري في هذه البلدية هي بعض القطع الأثرية المتناثرة من العصر الروماني. تم ذكر بلدية بيتويل الحديثة لأول مرة في عام 924 باسم بيتيويلاري Petiwilare.

## روابط خارجية
- Bettwil بالألمانية وبالفرنسية وبالإيطالية من قاموس سويسرا التاريخي على الإنترنت.